# كأس بارمالات
كأس بارمالات Parmalat Cup كانت بطولة كرة قدم للأندية تم لعبها خمس مرات في التسعينيات.  تم عقده لأول مرة في عام 1993، واستمر لمدة أربع سنوات متتالية، قبل أن تقام النسخة النهائية في عام 1998.  تم استضافة البطولة الأولئ في مدينة بارما وفاز بها نادي بينارول، الذي فاز ببطولتين أخريين، بما في ذلك بطولة 1998 التي أقيمت في أوروغواي.  تم استضافة الأحداث التالية في مجموعة متنوعة من البلدان بما في ذلك الولايات المتحدة والبرازيل والمكسيك. 

## الفائزون

### البطولات
| 1993 | بارما                 | بينيارول   | 0-0 3-2 (ج.) | بالميراس            | بارما                                      | 3-2                                        | بوكا جونيورز                               |
| 1994 | ساو باولو             | بينيارول   | 1-1 4-3 (ج.) | بالميراس            | جوفينتود                                   | 4-0                                        | بنفيكا                                     |
| 1995 | نيو جيرسي             | بارما      | 3-1          | بوكا جونيورز        | الولايات المتحدة                           | 2-1                                        | بنفيكا                                     |
| 1996 | كاكسياس دو سول        | بينيارول   | 1–0          | جوفينتود            | شارك فريقان فقط                            | شارك فريقان فقط                            | شارك فريقان فقط                            |
| 1997 | سيوداد نيزاهوالكويوتل | توروس نيزا | 3-2          | الجامعة الكاثوليكية | خسر بارما في نصف النهائي أمام. توروس نيزا. | خسر بارما في نصف النهائي أمام. توروس نيزا. | خسر بارما في نصف النهائي أمام. توروس نيزا. |
| 1998 | ريفيرا                | بينيارول   | 1–0          | جوفينتود            | شارك فريقان فقط                            | شارك فريقان فقط                            | شارك فريقان فقط                            |

### الألقاب حسب النادي
| الفريق     | البطولات |
| ---------- | -------- |
| بينارول    | 4        |
| بارما      | 1        |
| توروس نيزا | 1        |

### المشاركة حسب النادي
| المشاركة (المشاركات) | فرق)                                                                                   |
| -------------------- | -------------------------------------------------------------------------------------- |
| 4                    | بينيارول                                                                               |
| 3                    | جوفينتود بارما                                                                         |
| 2                    | بنفيكا بوكا جونيورز بالميراس                                                           |
| 1                    | اوداكس ايتاليانو · نادي بارمالات · توروس نيزا · الولايات المتحدة · الجامعة الكاثوليكية |